# Dipartimento di Boundiali
Il dipartimento di Boundiali è un dipartimento della Costa d'Avorio situato nella regione di Bagoué, distretto di Savanes.
La popolazione censita nel 2014 era pari a 127 684 abitanti.
Il dipartimento è suddiviso nelle sottoprefetture di Baya, Boundiali, Ganaoni, Kasséré e Siempurgo.